# Emilio Rodríguez Tarduchy
Emilio Rodríguez Tarduchy (Sevilla, 4 de noviembre de 1879-Madrid, 29 de agosto de 1964) fue un militar, propagandista, escritor e historiador falangista español.

## Biografía
Nacido en Sevilla, estudió Derecho en la Universidad Central. Fue redactor jefe de La Voz de Castilla (publicado entre 1910 y 1921).
Rodríguez Tarduchy, que fue miembro de las Juntas de Defensa, durante la dictadura de Primo de Rivera militó en la Unión Patriótica, y fue una de las cabezas de la Junta de Propaganda Patriótica y Ciudadana.
Tras la proclamación de la Segunda República, se retiraría del Ejército haciendo uso de la posibilidad que le abrió el decreto de reforma militar de Manuel Azaña. Fue director de La Correspondencia Militar —publicación en la que impuso una radicalización de la línea editorial— y su sucesora La Correspondencia. Fue también redactor del diario tradicionalista El Siglo Futuro, en el que escribió con seudónimo una columna sobre asuntos militares, siendo corresponsal del mismo en la revolución de Asturias, y del que llegó a ejercer durante algún tiempo como jefe de redacción.
En noviembre de 1933 ingresó en Falange Española (partido del que fue jefe de milicias), y también crearía a finales de 1933 la Unión Militar Española (UME), una organización clandestina antirrepublicana. Si bien en sus inicios lideró la UME, debido a su relación con Falange acabaría siendo sustituido en esta labor por el capitán de Estado Mayor Bartolomé Barba. Antes de la guerra civil dirigiría la Oficina de Prensa Tradicionalista.
Iniciada la guerra civil, en octubre de 1936 se refugió en la embajada de Chile, donde permaneció el resto de la guerra. El 3 de marzo de 1939 salió para ponerse al frente de los requetés que clandestinamente se estaban organizando en Madrid, con los que actuó los días 28 y 29 de marzo, muy poco antes de concluir la guerra. Tres de sus hijos fueron asesinados en 1936 en la zona republicana.
En diciembre de 1939 se constituyó en su vivienda madrileña la Falange Española Auténtica. Entre 1939 y 1941 estuvo al frente de una Junta Política clandestina, estando implicado en varias conspiraciones.
Fue colaborador del suplemento 1936-1939 de la Enciclopedia Espasa, publicado en 1944, en el que también colaboraron otros carlistas como Antonio Pérez de Olaguer, José Font Fargas y José Bernabé Oliva.
En calidad de consejero nacional de Falange Española Tradicionalista y de las JONS, fue procurador nato en las Cortes franquistas entre 1951 y 1964.

Falleció en la madrugada del 29 de agosto de 1964 en su domicilio del número 21 de la madrileña calle de Gravina a los 84 años de edad.

## Obras
- —— (1929) Psicología del dictador y caracteres más salientes morales, sociales y políticos de la dictadura española.[30]
- —— (1933) Sanjurjo, una vida española del Novecientos.[31]
- —— (1941) Significación histórica de la Cruzada española.[32]

## Reconocimientos
- Encomienda con Placa de la Orden Imperial del Yugo y las Flechas (1949)[33]